# Společný hrob obětí pochodu smrti (Velké Kunětice)
Společný hrob obětí pochodu smrti se nachází na hřbitově ve Velkých Kuněticích v okrese Jeseník. Společný hrob je kulturní památkou ČR. Hrob je evidován v centrální evidenci válečných hrobů (CZE-7102-07135).

## Historie
V lednu 1945 začala evakuace koncentračního tábora Osvětim a Březinka. Tisíce vězňů se vydaly na tzv. pochod smrti na západ. Trasa transportu vězňů procházela koncem ledna 1945 severní částí Jesenicka a také územím Velkých Kunětic. Na hřbitově je pohřbeno sedm obětí pochodu smrti.

## Popis
Společný hrob je ohraničen obrubníkem a zaujímá dvě hrobová místa. V čele je umístěn památník nepravidelného tvaru. Na pomníku je nápis: NA PAMĚŤ SEDMI NEZNÁMÝM OBĚTEM II. SVĚTOVÉ VÁLKY ZASTŘELENÝM GESTAPEM VE DNECH 27.1. A 29.1. 1945 NA POCHODU SMRTI Z OSVĚTIMI. Hrob byl upraven a překryt náhrobními deskami. Za pomníkem jsou vysazeny dvě túje.